# سوئیفت‌شور
سوئیفت‌شور (به انگلیسی: Swiftsure) یک کشتی است که طول آن ۱۲۹ فوت (۳۹ متر) می‌باشد. این کشتی در سال ۱۹۰۴ ساخته شد.